# 天嘉 (陳)
天嘉（てんか）は、南北朝時代の南朝陳において文帝陳蒨の治世に使用された元号。560年正月 - 566年2月。

## 西暦・干支との対照表
| 天嘉 | 元年  | 2年   | 3年   | 4年   | 5年   | 6年   | 7年   |
| 西暦 | 560年 | 561年 | 562年 | 563年 | 564年 | 565年 | 566年 |
| 干支 | 庚辰  | 辛巳  | 壬午  | 癸未  | 甲申  | 乙酉  | 丙戌  |